# ナイジェル・ゴッドリッチ
ナイジェル・ゴッドリッチ（Nigel Timothy Godrich、1971年2月28日 - ）は、イギリス出身のプロデューサー / エンジニア、アトムス・フォー・ピースのメンバー。

## 略歴
1990年代前半までライドやビッグ・カントリーなどのアーティストのエンジニアとして活動していたが、レディオヘッドのアルバム『ザ・ベンズ』において名プロデューサージョン・レッキーのアシスタントとしてメジャーの本格的なレコーディングに初参加。その後、アルバム『OK コンピューター』をレディオヘッドのメンバーと共にプロデュースして成功させ、名が世に広まる。
現在ではポピュラー音楽界の世界的な重鎮プロデューサーとしてイギリス/アメリカを問わず、様々なアーティストのプロデュースを手掛ける。また、自身が率いるバンド、ウルトライスタのメンバーとしても活動する。
オルタナティヴ・ロック系アーティストを担当することが多い。レコーディングでは鮮明に音像を記録する独自のノウハウを持ち、特に独特のクリアなドラム・サウンドを好む反面、ビート感の強いドラム・サウンドは好まず、そのような音楽（メタル、ハードロック）のアーティストを担当することはほとんどない。
また、管理的なスケジュールでレコーディングをさせることでも有名。アーティストとは真っ正面から腹を割って作業をするべきだという理念を持っており、発言は非常にストレート。ポール・マッカートニーはソロのプロデュースを依頼した際、「初めて会って話した時、僕のデモを批判することしか出来ないこのガキを、今すぐスタジオから叩き出してやろうかと思った」（SPIN）というコメントを残している。彼と相性が合わずにレコーディングが頓挫した例も多数存在する（ザ・ストロークスなど）。
自らの躍進の契機となったレディオヘッドに対しては特に熱をあげており、『OK コンピューター』以降すべてのオリジナル・アルバムやトム・ヨークのソロ・アルバムを担当。ライブで6人目の人手が必要な際には楽器を演奏することもあり、しばしば6番目のメンバーとも称される。

## 手掛けた主なアーティスト
プロデュース、エンジニア、ミキシング等を担当
- レディオヘッド
- ベック
- ポール・マッカートニー
- トラヴィス
- U2
- R.E.M.
- ペイヴメント
- スパークス
- エール
- ライド
- ザ・ホットラッツ